# Christbaumversteigerung
Christbaumversteigerung ist ein in Süddeutschland und Österreich verbreiteter Brauch, der nach Weihnachten von Vereinen oder Vereinigungen in Gaststätten oder Vereinsheimen durchgeführt wird. Die Ursprünge dieses Brauches sind nicht mehr genau herauszufinden.
Ziel ist es, gespendete Waren oder Naturalien nach dem Prinzip einer traditionellen Auktion höchstbietend zu verkaufen. Der Erlös der Versteigerung kommt zumeist den Vereinskassen oder wohltätigen Zwecken zugute.

## Teilnehmer
- Versteigerer: Entspricht einem klassischen Auktionator.
- Kassiere: vom Veranstalter gestellte Personen, die die Zuschlagssumme einsammeln.
- Tische: Personen, Interessengruppen oder Vereinsabordnungen, die an einem Tisch sitzen und als Gemeinschaft agieren. Die Anzahl der Personen ist durch die Sitzplätze des Tisches beschränkt.
  - Bieter des Tisches: Wird von den am Tisch sitzenden Personen bestimmt.
  - Kassier des Tisches: Verwaltet die Einlage der am Tisch sitzenden, den sogenannten Stock. Vor Beginn der Versteigerung wird eine Summe bestimmt, die von jeder am Tisch sitzenden Person in den Stock bezahlt werden muss. Ist dieser Stock leer, kann ein weiterer Betrag von allen gefordert werden. Ist zum Ende der Versteigerung noch Geld im Stock, wird es zu gleichen Teilen an alle am Tisch sitzenden zurückgegeben. In der Regel aber wird es dem Veranstalter gespendet.
  - Schneider: Person, die ersteigerte Naturalien in mundgerechte Portionen zerteilt, damit jeder der Tischgesellschaft nach belieben zugreifen kann.
- Einzelpersonen: Jede teilnehmende Person kann auch für sich selbst steigern.

## Versteigerungsführung
Ähnlich einer traditionellen Auktion, wird die Versteigerung durch einen Auktionator, im Folgenden Versteigerer genannt, durchgeführt. Dieser zeigt den Anwesenden das zu veräußernde Gut, beschreibt es, animiert zum Kauf und nimmt die Gebote der Tische oder Einzelpersonen entgegen. Gebote werden durch Zuruf oder Handzeichen abgegeben. Das höchste Gebot erhält nach angemessener Wartezeit und Nennung der Formel „Zum Ersten, zum Zweiten und zum Dritten“ den Zuschlag. Die Übergabe der ersteigerten Ware erfolgt durch den Versteigerer direkt nach Zuschlag und muss unverzüglich an einen der umstehenden Kassiere bezahlt werden.
Eine Christbaumversteigerung verläuft zumeist in mehreren Etappen. Die Dauer beläuft sich in der Regel zwischen einer und zwei Stunden.
- 1. Etappe: Zu Beginn werden Naturalien an Tische versteigert. Darunter befinden sich zumeist Erzeugnisse aus Bäckereien, Metzgereien, Käsereien und Fischerein. Die Klassiker sind die kalte, gebackene Schweinshaxe, der Laib Brot oder die geräucherte Forelle.
- 2. Etappe: Nachfolgend werden Sachgüter oder Gutscheine an Einzelpersonen versteigert.
- Pause: Um den geselligen Teil aufzuwerten und dem Versteigerer eine kurze Pause zu gönnen, wird zumeist eine Pause von zehn bis 20 Minuten eingelegt.
- Gipfel steigern: Bei jeder Christbaumversteigerung wird der sogenannte Gipfel versteigert. Dabei handelt es sich um einen geschmückten Christbaum. Dieser kann nur von Einzelpersonen ersteigert werden. Eine weitere Besonderheit ist der Status des Gipfels. Er kann gesperrt oder frei sein. Es kann auch geschehen, dass ein Gipfel nicht freigegeben wird, weil er noch als Schmuck für das Vereinsheim o. Ä. benötigt wird.
  - Gesperrter Gipfel: Einzelpersonen geben den Kassierern eine Spende und werden daraufhin vom Versteigerer mit Namen und Betrag genannt. Der Versteigerer bedankt sich öffentlich bei den jeweiligen Personen im Namen des Veranstalters.
  - Freier Gipfel: Ist der Gipfel freigegeben, kann er von Einzelpersonen zum Höchstpreis erworben werden. Heutzutage geschieht es aber nur noch selten, dass ein Gipfel freigegeben wird.
- Hoamtreiber: Die sogenannten Nachhausetreiber sind Astgabeln, die mit Würsten und Brezen behängt werden. Diese können von Einzelpersonen ersteigert werden und dienen nicht als Mahlzeit für den Tisch, sondern werden als Bereicherung der eigenen Brotzeit mit nach Hause genommen.

Das Ende ist erreicht, wenn alle Gegenstände und der Gipfel des Christbaums veräußert wurden und der Versteigerer das Endergebnis öffentlich bekannt gibt.